# Say the word
《Say the word》（唱所欲言）是安室奈美惠以個人單獨名義在2001年8月8日發行的第20張單曲。

## 簡介
- 與小室哲哉脫離合作關係後第1彈單曲，由安室本人填詞。
- 原曲為2001年發售的丹麥歌手、Jeannette Debb的專輯《Virtualize》的同名英文歌。原為專輯收錄曲，在安室發售此曲後於2001年8月作重發單曲。
- 並未收錄於任何原創專輯，而是以新編曲收錄於精選輯《LOVE ENHANCED ♥ single collection》中。
- KOSE「LUMINOUS」廣告歌。CM版本的編曲與歌詞跟原版本有少許不同。

## 收錄曲

### CD
1. Say the word - 3:58
（作詞：安室奈美惠 / 作曲：Ronald Malmberg, Thomas Johansson / 編曲：原一博、上野圭市）
KOSE「LUMINOUS」廣告歌
2. Let's not fight - 4:11
（作詞：松本理惠, Ramona Lyons, Jay Lyons / 作曲：Ramona Lyons, Jay Lyons / 編曲：Cobra Endo）
3. Say the word (Breeze House Mix) - 5:45
（混音：上野圭市、二見裕、工藤勇司）
4. Say the word (Instrumental) - 3:58
5. Let's not fight (Instrumental) - 4:11

### 黑膠唱片
SIDE-A
1. Say the word (Breeze House Mix)
2. Say the word (Clappy Mix)
（混音：上野圭市）

SIDE-B
1. Say the word (Original Mix)
2. Let's not fight